# Wojciechów (powiat starachowicki)
zapis
Wojciechów – wieś w Polsce, położona w województwie świętokrzyskim, w powiecie starachowickim, w gminie Pawłów.
Wieś położona przy DW751.
W latach 1975–1998 miejscowość należała administracyjnie do województwa kieleckiego.